# Siervas de Nuestra Señora de Fátima
La Congregación de las Siervas de Nuestra Señora de Fátima (oficialmente en portugués: Congregação das Servas de Nossa Senhora de Fátima) es una congregación religiosa católica femenina de derecho pontificio, fundada por la portuguesa Luiza Andaluz, en Santarém, el 15 de octubre de 1923. A las religiosas de este instituto se les conoce con el nombre de Siervas de Nuestra Señora de Fátima y posponen a sus nombres las siglas S.N.S.F.

## Historia
Con el fin de ayudar a los sacerdotes en la pastoral diocesana, Luiza Andaluz fundó un instituto de voluntarias con el nombre de Asociación de Nuestra Señora de Fátima en Santarem, Portugal, el 23 de octubre de 1923. Con la aprobación de patriarca de Lisboa, Manuel Gonçalves Cerejeira, quien tomó bajo su protección al instituto naciente, la asociación pasó a ser una congregación de derecho diocesano el 11 de octubre de 1939.
La Santa Sede aprobó el instituto como congregación de derecho pontificio el 13 de octubre de 1981, bajo el pontificado del papa Juan Pablo II.

## Organización
La Congregación de las Siervas de Nuestra Señora de Fátima es un instituto centralizado, cuyo gobierno general lo ejerce una superiora, coadyuvada por su consejo. La sede central se encuentra en Lisboa.
Las siervas de Nuestra Señora de Fátima se dedican a la oración y ayuda de los sacerdotes, en la pastoral diocesana. Están ligadas desde sus orígenes a la manutención de altares y objetos sagrados en el Santuario de Nuestra Señora de Fátima en Cova da Iria.
En 2015, la congregación contaba con unas 188 religiosas y 27 comunidades presentes en Angola, Bélgica, Brasil, Guinea Bissau, Luxemburgo, Mozambique y Portugal.